# Johann Michael Armbruster
Pour les articles homonymes, voir Armbruster.
Johann Michael Armbruster est un journaliste et écrivain autrichien. Né à Sulz le 1er novembre 1761, il se suicide le 14 janvier 1817 à Vienne.

## Biographie
Secrétaire du physiologiste Lavater à Zurich, il fut quelque temps l'éditeur de la Gazette de Zurich. Se brouillant avec Lavater, il s'établit alors à Constance et devient le directeur de l'Ami du peuple (version allemande) (1793-1799). Ennemi de la France, populaire dans les provinces autrichiennes, il y publie en 1800 le journal Der redliche Schwabenbote. Expulsé de Gunsburg par les Français, il se réfugie à Vienne et exerce comme commissaire de police. En 1805, il devient secrétaire de la cour suprême de police et de censure et édite dans cette position la Gazette de Vienne, journal officiel et le Wanderer, journal populaire. En 1809, il commence les Vaterlandische Blatter fur den Oesterreichischen Kaiserstat, mais se suicide par suite d'embarras d'argent en 1817.
On lui doit aussi des contes pour enfants.

## Sources
- Dictionnaire des écrivains et des littératures, Frédéric Lolliée et Charles Gidel, Armand Colin, 1906
- Dezobry et Bachelet, Dictionnaire de biographie, t. 1, Ch.Delagrave, 1876, p. 141